# یونیون ژنرال
یونیون ژنرال یک بانک کاتولیک فرانسوی بود که در سال ۱۸۷۵ توسط سلطنت طلبان کاتولیک در لیون ایجاد شد و سپس در سال ۱۸۷۸ توسط پل اوژن بونتو اداره شد. در سال ۱۸۸۲، هنگام سقوط بازار سهام کاملاً ورشکست شد.